# Federação Brasileira de Sports
A Federação Brasileira de Sports (FBS) foi a primeira entidade poliesportiva para gerenciar o Esporte no Brasil.
Criada no Rio de Janeiro em 8 de junho de 1914, teve como fundadoras o Aeroclub Brasileiro, o Automóvel Club do Brasil, o Centro Hípico Brasileiro, o Club Gynástico Português, a Comissão Central de Concursos Hípicos, a Federação Brasileira das Sociedades de Remo, o Jockey Club Brasileiro e a Liga Metropolitana de Sports Athleticos.
Em 21 de junho de 1916, fundiu-se à Federação Brasileira de Football, criada no ano anterior pela Liga Paulista de Futebol, para originar a Confederação Brasileira de Desportos.